# سیارک ۱۳۵۲
سیارک ۱۳۵۲ (به انگلیسی: 1352 Wawel، نامگذاری:1935CE) هزار و سیصد و پنجاه و دومین سیارک کشف شده‌است که در ۳ فوریه ۱۹۳۵ کشف شد.
قدر مطلق سیارک برابر ۱۱٫۱۰ است.